# 埼玉県公園緑地協会
公益財団法人埼玉県公園緑地協会（こうえきざいだんほうじんさいたまけんこうえんりょくちきょうかい 英語名称：Saitama Parks & Greenery Association）は、日本の公益財団法人。
埼玉県都市整備部公園スタジアム課所管で、埼玉県が基本財産の50%を出資している。

## 概要
埼玉県内の一部の県営公園・水上公園、動物園・水族館などの指定管理者として管理運営、およびそれに付随する物販・飲食サービス・駐車場運営などを行っている。

## 沿革
- 1971年（昭和46年）4月24日 - 財団法人埼玉県水上公園協会設立許可[1]
- 1979年（昭和54年）9月19日 - 水上公園協会から公園緑地協会に名称変更
- 2012年（平成24年）4月1日 - 公益財団法人に移行

## 管理施設
2020年8月現在の管理施設は以下の通り。
- 埼玉スタジアム2002公園
- 熊谷スポーツ文化公園
- こども動物自然公園
- 上尾運動公園
- 戸田公園
- 秋ヶ瀬公園
- しらこばと公園（しらこばと水上公園）
- みさと公園
- 吉川公園
- 県民健康福祉村
- 所沢航空記念公園（所沢航空発祥記念館）
- 川越公園（川越水上公園）
- 羽生水郷公園（さいたま水族館）
- 加須はなさき公園（加須はなさき水上公園）
- 智光山公園
- 大宮第二・第三公園
- 久喜菖蒲公園

- 秋ヶ瀬公園
- 埼玉県こども動物自然公園
- 川越水上公園
- さいたま水族館